# Phelsuma vanheygeni
Phelsuma vanheygeni är en ödleart som beskrevs av  Lerner 2004. Phelsuma vanheygeni ingår i släktet Phelsuma och familjen geckoödlor. IUCN kategoriserar arten globalt som starkt hotad. Inga underarter finns listade i Catalogue of Life.